# McConnell (Wirginia Zachodnia)
McConnell – jednostka osadnicza w Stanach Zjednoczonych, w stanie Wirginia Zachodnia, w hrabstwie Logan.